# 23833 Mowers
23833 Mowers là một tiểu hành tinh vành đai chính với chu kỳ quỹ đạo là 1285.5569886 ngày (3.52 năm).
Nó được phát hiện ngày 28 tháng 8 năm 1998.